# Infektionsträger
Ein Infektionsträger ist jeder unbelebte Gegenstand, der, wenn er mit Infektionserregern (wie pathogenen Bakterien, Viren oder Pilzen) kontaminiert oder diesen ausgesetzt ist, Krankheiten auf einen neuen Wirt übertragen kann. Im 21. Jahrhundert ist die Rolle von Infektionsträgern bei der Krankheitsübertragung größer als je zuvor in der Menschheitsgeschichte, da sich Menschen aufgrund ihres veränderten Lebensstils mehr in Innenräumen aufhalten.

## Übertragung von Krankheitserregern durch Infektionsträger
Eine Kontamination kann auftreten, wenn ein unbelebter Gegenstand mit Körpersekreten, wie z. B. Nasenflüssigkeit, Erbrochenem oder Fäkalien, in Kontakt kommt. Viele Alltagsgegenstände können einen Erreger beherbergen, bis eine Person mit dem Erreger in Kontakt kommt, wodurch sich die Wahrscheinlichkeit einer Infektion erhöht. Gegenstände, die als Infektionsträger infrage kommen, können sich in einer Krankenhausumgebung von denen im Zuhause oder am Arbeitsplatz unterscheiden.

### Krankenhausinfektionsträger

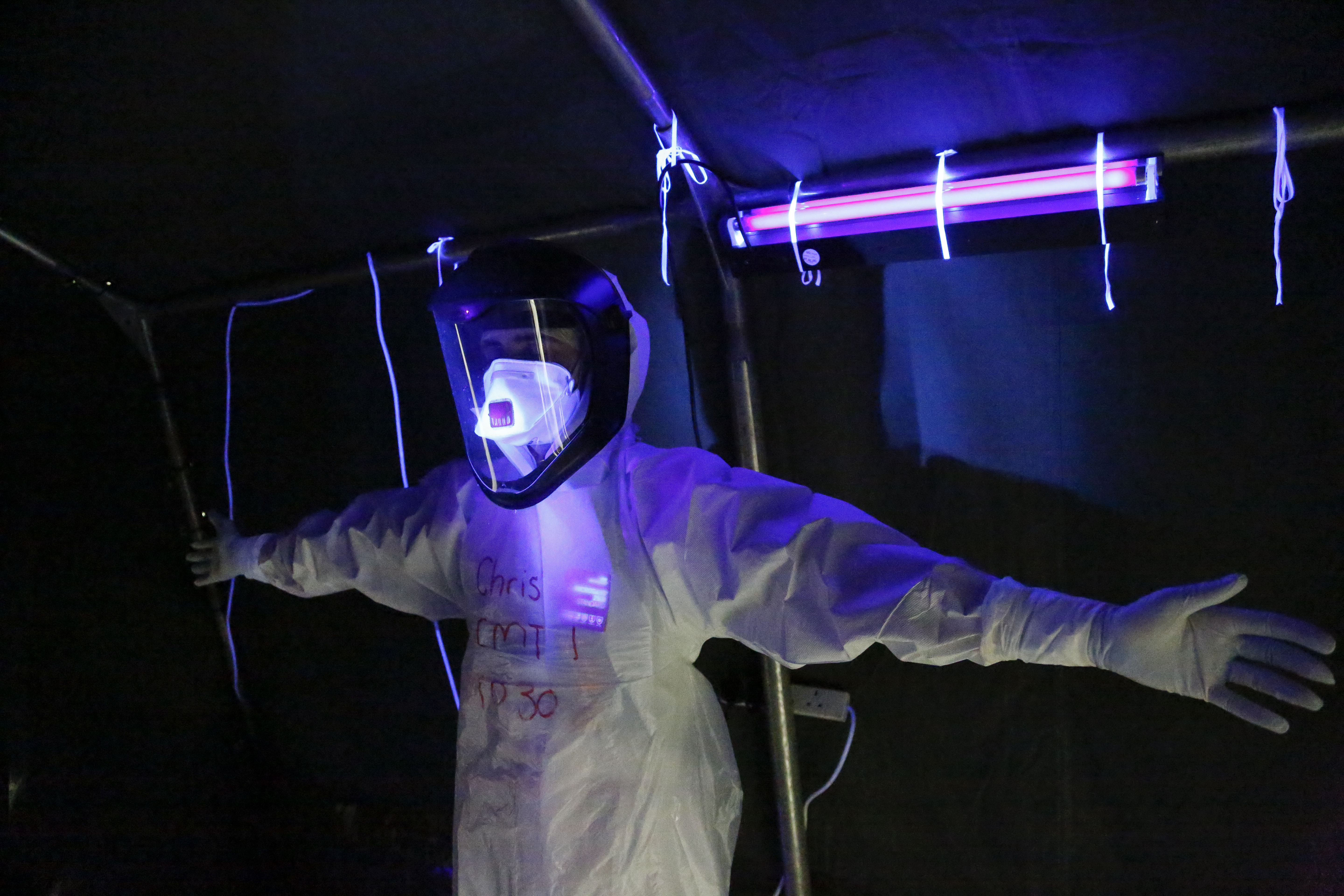
Überprüfung unter Schwarzlicht, ob medizinisches Personal versehentlich bei einer Übung mit simulierten Körperflüssigkeiten in Kontakt gekommen ist

Bei Menschen sind Hautzellen, Haare, Kleidung und Bettzeug häufige Krankenhausinfektionsträger.
Infektionsträger werden besonders mit nosokomialen Infektionen (Krankenhauskeimen) in Verbindung gebracht, da sie mögliche Wege zur Übertragung von Krankheitserregern zwischen Patienten darstellen. Stethoskope und Krawatten sind häufige Infektionsträger, die mit Gesundheitsdienstleistern in Verbindung gebracht werden. Dies beunruhigt Epidemiologen und Krankenhauspraktiker insbesondere wegen der zunehmenden Zahl von Mikroben, die gegen Desinfektionsmittel oder Antibiotika resistent sind.
Übliche Krankenhausausstattung, wie z. B. Infusionsschläuche, Katheter und lebenserhaltende Anlagen, können ebenfalls Träger sein, wenn die Erreger Biofilme auf den Oberflächen bilden. Eine sorgfältige Sterilisation solcher Gegenstände verhindert Kreuzinfektionen. Gebrauchte Spritzen sind bei unsachgemäßer Handhabung besonders gefährliche Infektionsträger.

### Im Alltag
Neben Gegenständen in Krankenhäusern sind auch Tassen, Löffel, Bleistifte, Griffe von Badarmaturen, Toilettenspülungen, Türknöpfe, Lichtschalter, Handläufe, Aufzugtasten, Fernbedienungen für Fernseher, Stifte, Touchscreens, häufig benutzte Telefone, Tastaturen und Computermäuse, Griffe von Kaffeekannen, Arbeitsplatten, Trinkbrunnen und alle anderen Gegenstände, die häufig von verschiedenen Personen berührt und selten gereinigt werden, häufige Infektionsträger für den Menschen.
Fieberbläschen, Hand-Fuß-Mund-Krankheit und Durchfall sind einige Beispiele für Krankheiten, die leicht durch kontaminierte Träger verbreitet werden. Das Risiko einer Ansteckung mit diesen und anderen Krankheiten über Infektionsträger kann durch einfaches Händewaschen stark reduziert werden. Wenn zwei Kinder in einem Haushalt an Grippe erkranken, sind mehr als 50 % der gemeinsam genutzten Gegenstände mit dem Virus kontaminiert. Bei Erwachsenen, die mit Rhinovirus infiziert sind, findet sich der Erreger in 40–90 % der Fälle auch auf den Händen.

### Übertragung bestimmter Viren
Forschungen haben ergeben, dass glatte (nicht poröse) Oberflächen wie Türklinken, Bakterien und Viren besser übertragen als poröse Materialien wie Papiergeld. Poröse, insbesondere faserige Materialien absorbieren und schließen die Erreger ein, so dass sie durch einfache Berührung schwerer übertragen werden können. Nichtsdestotrotz können auch verschmutzte Kleidung, Handtücher, Bettwäsche, Taschentücher und chirurgische Verbände Infektionsträger sein.
Es wurde festgestellt, dass der für die COVID-19-Pandemie verantwortliche SARS-CoV-2 Virus unter Laborbedingungen auf verschiedenen Oberflächen zwischen 4 und 72 Stunden überlebensfähig ist. Es existieren allerdings noch keine gesicherten Erkenntnisse zur Übertragung mittels Infektionsträger in Gesundheitseinrichtungen wie Krankenhäusern und Altersheimen.
Eine Untersuchung aus dem Jahr 2007 zeigte, dass das Influenzavirus auf Edelstahl noch 24 Stunden nach der Kontamination aktiv war. Obwohl es auf Händen nur fünf Minuten überlebt, führt der ständige Kontakt mit einem Infektionsträger mit ziemlicher Sicherheit zu einer Ansteckung. Die Übertragungseffizienz hängt nicht nur von der Oberfläche, sondern vor allem vom Erregertyp ab. Zum Beispiel überlebt der Vogelgrippe Virus in etwa 144 Stunden sowohl auf porösen als auch auf nicht porösen Materialien.
Kontaminierte Spritzen sind der häufigste Überträger von HIV.